# Кілійська міська рада
Кілі́йська міська́ ра́да — орган місцевого самоврядування Кілійської міської громади в Ізмаїльському районі Одеської області.

## Склад ради
Рада складається з 36 депутатів та голови.
- Голова ради: Переверзєв Максим Артемович
- Секретар ради: Коліков Володимир Павлович

### Керівний склад попередніх скликань
| Прізвище, ім'я, по батькові   | Основні відомості                                                       | Дата обрання | Дата звільнення |
| ----------------------------- | ----------------------------------------------------------------------- | ------------ | --------------- |
| Бобровський Валентин Іванович | Міський голова, 1953 року народження                                    | 26.03.2006   | 31.10.2010      |
| Переверзєв Максим Артемович   | Міський голова, 1950 року народження, освіта вища, член Партії регіонів | 31.10.2010   |                 |

Примітка: таблиця складена за даними сайту Верховної Ради України

### Депутати
За результатами місцевих виборів 2010 року депутатами ради стали:

#### За суб'єктами висування
| Суб'єкт висування                 | Кількість обраних депутатів | %    |
| --------------------------------- | --------------------------- | ---- |
| Партія регіонів                   | 17                          | 47,2 |
| Патріотична партія України        | 6                           | 16,7 |
| Політична партія «Фронт Змін»     | 6                           | 16,7 |
| Соціалістична партія України      | 3                           | 8,3  |
| Єдиний Центр                      | 2                           | 5,6  |
| Політична партія «Сильна Україна» | 2                           | 5,6  |

#### За округами
| № округу                          | Прізвище, ім'я, по батькові          | Дата визнання обраним | Освіта           | Партійна приналежність                  | Відомості про обраного депутата                                                                 |
| --------------------------------- | ------------------------------------ | --------------------- | ---------------- | --------------------------------------- | ----------------------------------------------------------------------------------------------- |
| Єдиний Центр                      |                                      |                       |                  |                                         |                                                                                                 |
| 4                                 | Ченуша Віктор Павлович               | 04.11.2010            | вища             | позапартійний                           | тимчасово не працює                                                                             |
| 12                                | Кольяков Олександр Миколайович       | 04.11.2010            | вища             | член Єдиного Центру                     | газета «Дунайська заря», шеф-редактор                                                           |
| Партія регіонів                   |                                      |                       |                  |                                         |                                                                                                 |
| б/м                               | Коліков Володимир Павлович           | 04.11.2010            | вища             | член Партії регіонів                    | Кілійська міська Рада, секретар                                                                 |
| б/м                               | Наньєва Валентина Артемівна          | 04.11.2010            | вища             | член Партії регіонів                    | Кілійська стоматологічна поліклініка ЦРЛ, головний лікар                                        |
| б/м                               | Мелентьєв Олександр Савич            | 04.11.2010            | вища             | член Партії регіонів                    | ГВСП Кілійський суднобудівельно-судноремонтний завод ВАТ «УДП», керівник кадрової служби        |
| б/м                               | Браїловський Юрій Миколайович        | 04.11.2010            | вища             | член Партії регіонів                    | Кілійський район електричних мереж, заступник начальника                                        |
| б/м                               | Морозан Владислав Іванович           | 04.11.2010            | вища             | член Партії регіонів                    | ПП «Посейдон», директор                                                                         |
| б/м                               | Кіосе Петро Іванович                 | 04.11.2010            | вища             | член Партії регіонів                    | ПП «Будтранс», директор                                                                         |
| б/м                               | Бошков Степан Георгійович            | 04.11.2010            | вища             | член Партії регіонів                    | ГВСП Кілійський суднобудівельно-судноремонтний завод ВАТ «УДП», заступник керівника виробництва |
| 2                                 | Коровниченко Олександр Володимирович | 04.11.2010            | вища             | член Партії регіонів                    | ГВСП Кілійський суднобудівельно-судноремонтний завод ВАТ «УДП», начальник служби якості         |
| 3                                 | Присеченко Олександр Павлович        | 04.11.2010            | вища             | член Партії регіонів                    | Ізмаїльський центр поштового зв'язку № 5, начальник цеху обслуговування споживачів № 2          |
| 5                                 | Авадані Анатолій Іванович            | 04.11.2010            | вища             | член Партії регіонів                    | ПП «Монтаж сервіс», директор                                                                    |
| 7                                 | Пашкіна Галина Петрівна              | 04.11.2010            | вища             | член Партії регіонів                    | управління праці та соціального захисту населення Кілійської РДА, заступник начальника          |
| 8                                 | Калачов Анатолій Володимирович       | 04.11.2010            | вища             | член Партії регіонів                    | ТОВ «Титан», головний менеджер зі збуту                                                         |
| 10                                | Левашова Лідія Олександрівна         | 04.11.2010            | вища             | член Партії регіонів                    | дошкільний навчальний заклад ясла — садок" Ромашка", завідувачка                                |
| 11                                | Вербич Олена Олександрівна           | 04.11.2010            | вища             | член Партії регіонів                    | ТОВ «Кілійська поліграфічно-торговельна компанія», директор                                     |
| 13                                | Вторенко Борис Дем'янович            | 04.11.2010            | вища             | член Партії регіонів                    | пенсіонер                                                                                       |
| 16                                | Мица Євген Костянтинович             | 04.11.2010            | вища             | член Партії регіонів                    | сільськогосподарський виробничий кооператив «Маяк», агроном                                     |
| 18                                | Швайка Михайло Максимович            | 04.11.2010            | вища             | член Партії регіонів                    | пенсіонер                                                                                       |
| Патріотична партія України        |                                      |                       |                  |                                         |                                                                                                 |
| б/м                               | Гречанний Олег Анатолійович          | 04.11.2010            | вища             | позапартійний                           | тимчасово не працює                                                                             |
| б/м                               | Кутас Олена Кирилівна                | 04.11.2010            | вища             | позапартійна                            | дошкільний навчальний заклад «Сонечко», завідувачка                                             |
| б/м                               | Кушнір Павло Лаврентійович           | 04.11.2010            | вища             | позапартійний                           | державний професійно-технічний навчальний заклад «КПЛ», майстер виробничого навчання            |
| 6                                 | Ченуша Наталя Миколаївна             | 04.11.2010            | середня          | позапартійна                            | МБК № 1, художній керівник                                                                      |
| 14                                | Шевченко Олександр Іванович          | 04.11.2010            | вища             | позапартійний                           | тимчасово не працює                                                                             |
| 17                                | Дащенко Сергій Павлович              | 04.11.2010            | вища             | позапартійний                           | ТОВ «Октан», директор                                                                           |
| Політична партія «Сильна Україна» |                                      |                       |                  |                                         |                                                                                                 |
| б/м                               | Ногай Олександр Іванович             | 04.11.2010            | вища             | член Політичної партії «Сильна Україна» | Кілійська районна рекламно-інформаційна газета «Моя візитка», видавець-редактор                 |
| б/м                               | Єфімов Вадим Федотович               | 04.11.2010            | незакінчена вища | член Політичної партії «Сильна Україна» | приватний підприємець                                                                           |
| Політична партія «Фронт Змін»     |                                      |                       |                  |                                         |                                                                                                 |
| б/м                               | Греков Віктор Вікторович             | 04.11.2010            | вища             | член Політичної партії «Фронт Змін»     | відділ ДВС Кілійського районного управління юстиції, начальник                                  |
| б/м                               | Койчев Сергій Олександрович          | 04.11.2010            | вища             | член Політичної партії «Фронт Змін»     | відділення виконавчої дирекції ФСНВУ в Кілійському районі, начальник                            |
| б/м                               | Ратушний Едуард Миколайович          | 04.11.2010            | вища             | член Політичної партії «Фронт Змін»     | виконавчий комітет Кілійської міської ради, юрист                                               |
| 1                                 | Нєскуба Ігор Анатолійович            | 04.11.2010            | вища             | член Політичної партії «Фронт Змін»     | ГВСП Кілійський суднобудівельно-судноремонтний завод ВАТ «УДП», головний інженер                |
| 9                                 | Караконстантин Олег Миколайович      | 04.11.2010            | вища             | член Політичної партії «Фронт Змін»     | приватний підприємець                                                                           |
| 15                                | Бойченко Віктор Олексійович          | 04.11.2010            | вища             | член Політичної партії «Фронт Змін»     | приватний підприємець                                                                           |
| Соціалістична партія України      |                                      |                       |                  |                                         |                                                                                                 |
| б/м                               | Нямцул Павло Федорович               | 04.11.2010            | вища             | член Соціалістичної партії України      | приватний підприємець                                                                           |
| б/м                               | Мусафір Наталя Георгіївна            | 04.11.2010            | вища             | член Соціалістичної партії України      | Кілійський районний центр соціальних служб для сім'ї, дітей та молоді, директор                 |
| б/м                               | Ткаченко Василь Олексійович          | 04.11.2010            | середня          | член Соціалістичної партії України      | ГВСП Кілійський суднобудівельно-судноремонтний завод ВАТ «УДП», груповий інженер                |